# Dutzendklingengraben
Der Dutzendklingengraben ist ein etwa 2,1 km langer linker Zufluss der Fränkischen Rezat im Naturpark Frankenhöhe im mittelfränkischen Landkreis Ansbach.

## Geographie

### Verlauf
Der Dutzendklingengraben entspringt etwa 600 m südsüdwestlich der Bebauungsgrenze des Lehrberger Gemeindeteils Ballstadt auf 464 m ü. NHN im Waldgebiet Hintere Schönau. Er fließt überwiegend in Richtung Westen und verlässt bald den Wald. 

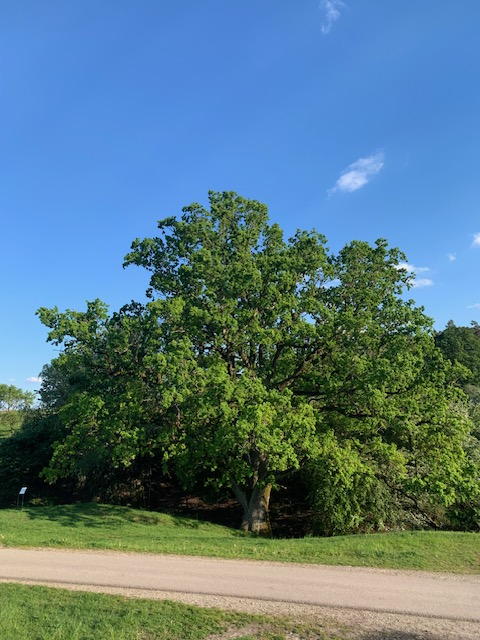
Eiche an der Charlottenquelle

Er passiert dann zwei Fischteiche, die er mit seinem Wasser speist. Etwa 700 Meter unterhalb seines Ursprungs wird er von der nahe am linken Ufer entspringenden Charlottenquelle verstärkt. Hier prägt eine mehrhundertjährige Stieleiche das Tal, die als Naturdenkmal klassifiziert ist. Rechterhand erhebt sich der 466 m hohe Kümmelberg, links das Hochplateau der Schönau, auf der die Lehrberger Sportplätze angelegt wurden.  
Nach weiteren etwa 700 Metern fällt der Kümmelberg ins Tal der Rezat ab. Hier an der Mergel- oder Lehmgrube am Kibberrangen streicht die Gesteinsformation der Lehrbergschichten aus. 
Der Bach wendet sich nun am Übertritt ins Rezattal nach Südwesten, fließt der Ballstadter Straße entlang und dabei an der Ziegelhütte vorbei und liefert dann das Wasser für den linksseits liegenden Lehrberger Badeweiher. Nachdem er diesen passiert hat, mündet er auf 410 m ü. NHN durch ein Riedfeld in den dortigen linken Arm der Fränkischen Rezat.

### Einzugsgebiet
Das Einzugsgebiet des Dutzendklingengraben ist etwa 1,2 km² groß. Naturräumlich gesehen liegt es auf den Bibert-Schwabach-Rezat-Platten, einem Teil des Unterraums Südliche Mittelfränkische Platten des Mittelfränkischen Beckens. Mit etwa 470 m ü. NHN ist es am höchsten an seiner Ostspitze nahe des Bachursprungs.
Landschaftlich besteht es vorwiegend aus dem Tal zwischen Kümmelberg und Schönau. Lediglich der westliche Teil des Einzugsgebiets liegt in der weiten Ebene der oberen Rezat. Es liegt vollständig im Gebiet der Marktgemeinde Lehrberg im Landkreis Ansbach.
Reihum grenzen die Einzugsgebiete der folgenden Nachbargewässer an:
- Im  Norden liegt das Einzugsgebiet des fast parallel laufenden vorigen linken Rezatzuflusses Seebach;
- im Osten und Süden verläuft die Wasserscheide gegen dessen Quellbach Schaltenbach und dann den Pulverbach selbst, eines nun tieferen Rezat-Zuflusses;
- im Westen liegt unmittelbares Einzugsgebiet der Fränkischen Rezat.

### BayernAtlas („BA“)
Amtliche Online-Gewässerkarte mit passendem Ausschnitt und den hier benutzten Layern: Lauf und Einzugsgebiet des Dutzendklingengrabens

Allgemeiner Einstieg ohne Voreinstellungen und Layer: BayernAtlas der Bayerischen Staatsregierung (Hinweise)
1. 1 2 3 4  Höhe abgefragt auf dem Hintergrundlayer Amtliche Karte (Rechtsklick).
2. ↑  Länge abgemessen auf dem Hintergrundlayer Amtliche Karte.
3. ↑  Einzugsgebiet abgemessen auf dem Hintergrundlayer Amtliche Karte.

### Sonstige
1. ↑  Relation: Dutzendklingengraben (17585564). In: OpenStreetMap. OSM, abgerufen am 13. Mai 2024.
2. ↑  Franz Tichy: Geographische Landesaufnahme: Die naturräumlichen Einheiten auf Blatt 163 Nürnberg. Bundesanstalt für Landeskunde, Bad Godesberg 1973. → Online-Karte (PDF; 4,0 MB)